# Sinosauropteryx
Sinosauropteryx é um gênero de dinossauros terópodes carnívoros com penas que viveram entre entre 124,6 e 122 milhões de anos. Atingia 1,07 metro de comprimento e 1 kg de massa. Sua cauda extremamente longa possuía 64 vértebras. Foi descoberto na Formação Yixian, na província chinesa de Liaoning e é atualmente conhecido por vários esqueletos completos, ovos e penas. Seu habitat era composto por florestas úmidas e lagos, e provavelmente nevava durante o inverno.

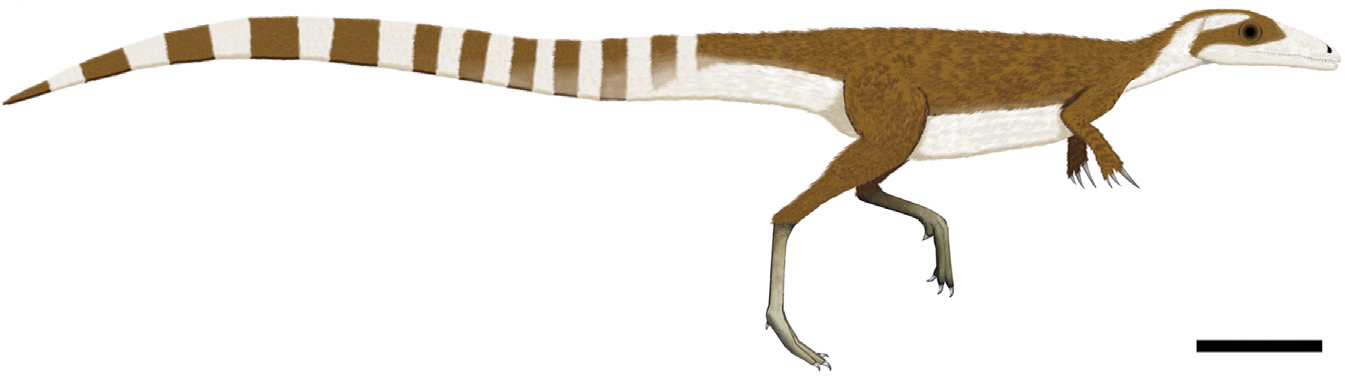
Reconstrução de um Sinosauropteryx prima.

Os melanossomos observados nos fósseis do Sinosauropteryx prima permitiram descobrir as cores de suas penas, preto e castanho-avermelhado/alaranjado; a cauda era listrada e o ventre era mais claro que o dorso. O bom estado de preservação dos fósseis também permitiu saber que se alimentava de pequenos répteis e mamíferos (os mamíferos reconhecidos são dos gêneros Sinobaatar e Zhangheotherium), e talvez também se alimentassem de insetos, principalmente quando jovens.